# Koloninterposition
Als Koloninterposition wird die operative Zwischenschaltung eines Dickdarmabschnittes (Kolon) in der Chirurgie bezeichnet. Der verwendete Darmabschnitt ist dann das Koloninterponat.

## Indikation
Die Koloninterposition dient der Überbrückung nach Entfernung eines anderen Organabschnittes im Verdauungstrakt. Sie wird vor allem nach Entfernung der Speiseröhre (Ösophagektomie), oder der des Magens (Gastrektomie) vorgenommen.

## Vorgehen
Ein hinreichend langes Teilstück des Kolons wird ausgewählt, in entsprechender Länge oral und aboral verschlossen und durchtrennt. Danach wird das Teilstück „mobilisiert“, d. h. von allen Verklebungen zum großen Netz, zur Bursa omentalis und zum Retroperitoneum gelöst, wobei peinlichst auf die Erhaltung der versorgenden Arterien und Venen geachtet werden muss. Sodann wird es oral und aboral mit den verbliebenen Enden des entfernten Magens oder der Speiseröhre verbunden (anastomosiert). Dies geschieht seit den 1980er Jahren zunehmend mittels maschineller Klammernahtapparate.
Die beiden verschlossenen Kolonenden werden danach ebenfalls mittels einer Anastomose zusammengefügt.
Für die Koloninterposition können alle Dickdarmabschnitte verwendet werden. Bevorzugt werden allerdings das Colon transversum (Querdickdarm) und der obere Teil des Colon descendens (absteigender Dickdarm). Dies hat seinen Grund in der Gefäßversorgung dieser Colonabschnitte, die sich wesentlich besser mobilisieren lässt als die der anderen Abschnitte.
Die Koloninterposition ist aufgrund der kritischen Blutversorgung heute das Mittel der zweiten Wahl, sowohl bei der Gastrektomie, bei der möglichst der Dünndarm zur Wiederherstellung der Passage genutzt wird, als auch bei der Ösophagektomie, bei der der Magenhochzug die bessere Möglichkeit darstellt. Zudem sind für die Koloninterposition 3 statt nur 2 Anastomosen erforderlich, so dass auch ein etwas höheres Risiko für das Auftreten einer Anastomoseninsuffizienz besteht.